# Schwarzau im Gebirge
Schwarzau im Gebirge là một thị xã thuộc huyện Neunkirchen trong bang Niederösterreich.